# Siegfried Sassoon
Siegfried Loraine Sassoon (8. září 1886 – 1. září 1967) byl anglický básník, spisovatel a voják. Byl vyznamenán za statečnost na západní frontě a stal se jedním z předních básníků první světové války. Jeho poezie popisuje hrůzy zákopové války a satirizuje vlasteneckou rétoriku těch, kteří podle Sassoona byli odpovědní za šovinistickou válku. Svým protestem proti pokračování války „Prohlášení vojáka“ z roku 1917 se Sassoon stal centrem disentu v ozbrojených silách, což vyústilo v jeho hospitalizaci ve vojenské psychiatrické léčebně. Tehdy také navázal přátelství s Wilfredem Owenem, kterého velmi ovlivnil. Sassoon později získal uznání i za své prozaické dílo, zejména za svou třídílnou beletrizovanou autobiografii, známou jako „Sherstonova trilogie“.